# フェデクシア
フェデクシア（学名:Fedexia striegeli）は、石炭紀ペンシルベニア期後期（約3億年前）に生息した分椎目に属する絶滅両生類である。2004年にペンシルベニア州ピッツバーグで発見された頭骨一つだけで知られている。学名は化石の発見地の所有者である運送会社フェデックス（FedEX）にちなんで付けられた。種名は化石を発見した大学生アダム・ストリーゲルの名から。

## 特徴
頭長は11.5センチメートルで保存状態はよい。特に耳小骨が完全に残っていた。トレマトピド科に属すると思われる特徴を有している。鼻孔は非常に長く、細分化されていた。鼻孔の後部には塩類腺が納められていたのかもしれない。大きな口蓋歯を持っていた。皮膚には多くの骨質の突起によってザラザラしており、捕食者から身を守ると共に皮膚からの水分の喪失を抑えていたと考えられている。
石炭紀後期は気候が急激に乾燥、温暖化していったが、フェデクシアはそれに適応して進化した、水中生活よりも陸生に適した構造を持つ最も初期の四肢動物の一つとされる。